# گاز دفن زباله

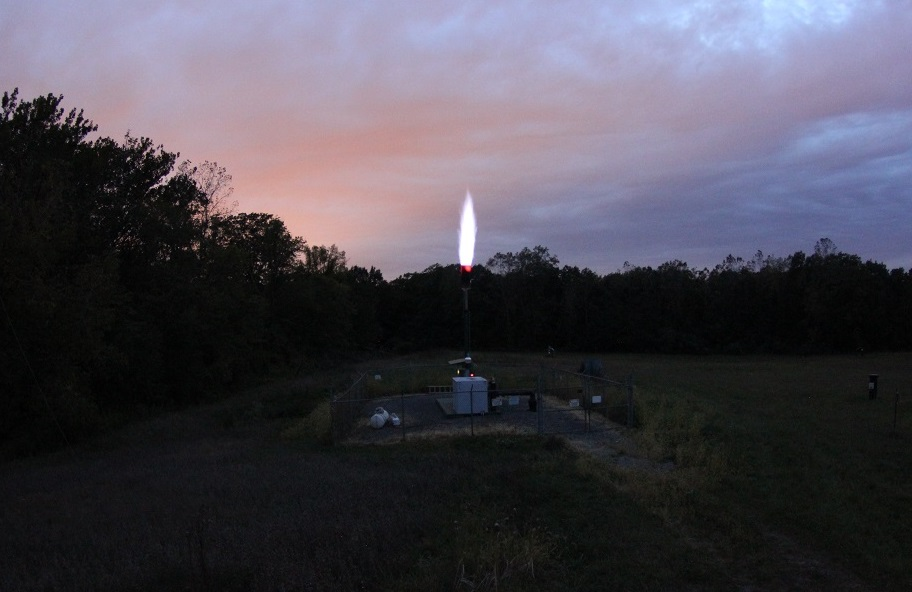
شعله گاز تولیدشده توسط یک محل دفن زباله در شهرستان لیک، اوهایو

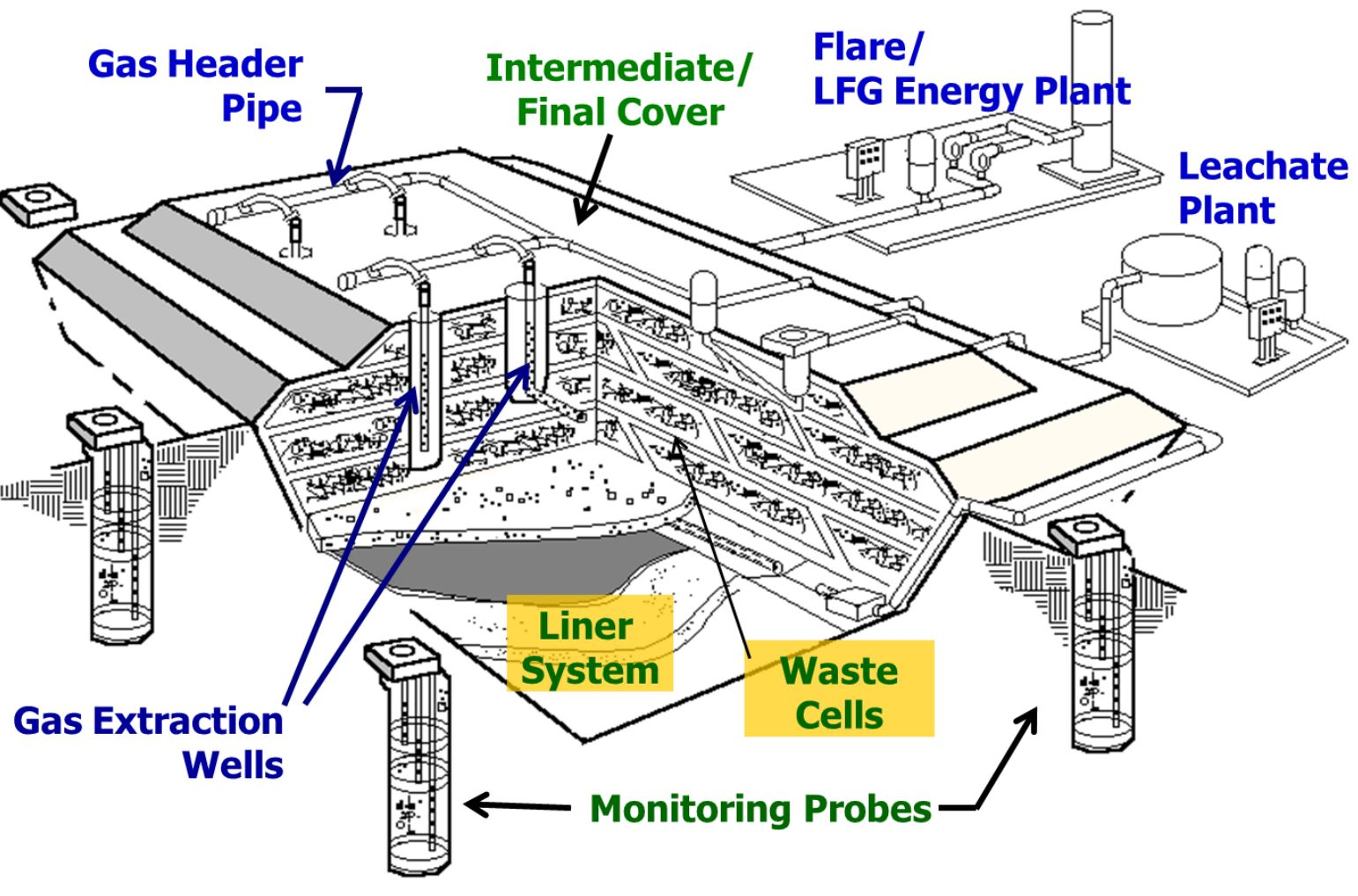
سیستم جمع‌آوری گاز محل دفن زباله

گاز دفن زباله یا گاز محل دفن زباله (به انگلیسی: Landfill gas) ترکیبی از گازهای مختلف است که در اثر فعالیت میکروارگانیسم‌ها در محل دفن زباله ایجاد می‌شود، زیرا آنها زباله‌های آلی را تجزیه می‌کنند، از جمله زباله‌های مواد غذایی و کاغذ. گاز محل دفن زباله تقریباً ۴۰ تا ۶۰ درصد متان است و بقیه عمدتاً دی‌اکسید کربن است. مقدار کمی از دیگر ترکیب‌های آلی فرار (VOCs) باقی‌مانده (<۱٪) را تشکیل می‌دهد. این گازهای ردیابی شامل مجموعه بزرگی از گونه‌ها، عمدتاً هیدروکربن‌های ساده هستند.
گازهای دفن زباله بر تغییرات آب و هوا نیز تأثیر دارند. اجزای اصلی CO2 و متان هستند که هر دو گازهای گلخانه‌ای هستند. متان در اتمسفر یک گاز گلخانه‌ای بسیار قوی‌تر است و هر مولکول آن بیست‌وپنج برابر بیشتر از یک مولکول دی‌اکسید کربن اثر دارد. با این حال، خود متان ترکیب کمتری از اتمسفر را نسبت به دی‌اکسید کربن دارد. محل‌های دفن زباله سومین منبع بزرگ متان در ایالات متحده هستند.
به دلیل اثرات منفی چشمگیر این گازها، رژیم‌های نظارتی برای پایش گاز دفن زباله، کاهش میزان محتویات زیست‌تخریب‌پذیر در زباله‌های شهری و ایجاد راهبردهای بهره‌برداری گاز دفن زباله، که شامل شعله‌ور شدن گاز یا جذب برای تولید برق است، تنظیم شده است.
گازهای دفن زباله حاصل سه فرایند هستند:
1. تبخیر ترکیب‌های آلی فرار (مانند حلال‌ها)
2. واکنش‌های شیمیایی بین اجزای زباله
3. اثر میکروبی، به‌ویژه متان‌زایی.

اگرچه معمولاً تنها در مقادیر کمی تکامل می‌یابند، اما محل‌های دفن زباله مقداری مواد آروماتیک و کلروکربن نیز آزاد می‌کنند.
مهاجرت گاز دفن زباله، به دلیل اختلاف فشار و انتشار، می‌تواند رخ دهد. اگر گاز به غلظت کافی در ساختمان‌های مجاور برسد، این می‌تواند خطر انفجار ایجاد کند.